# Super Chinese
Super Chinese (スーパーチャイニーズ, Sūpā Chainīzu, également connue sous le nom Ninja Boy, en dehors du Japon) est une série de jeux vidéo de type aventure et action produite par Culture Brain. L'histoire de la série raconte les aventures de Jack et Ryu, deux ninjas qui protègent le royaume de Chinaland, sorte de Chine futuriste.

## Jeux
- Chinese Hero (Ninja Boy) (1984, Arcade[3])
- Super Chinese (Kung-Fu Heroes) (20 juin 1986, Famicom)[3]
- Super Chinese 2 (Little Ninja Brothers) (1989, Famicom)[3]
- Super Chinese Land (Ninja Boy) (20 avril 1990, Game Boy)
- Super Chinese 3 (1er mars 1991, Famicom) - J
- Super Chinese Land 2 (Ninja Boy 2) (1991, Game Boy)
- Super Chinese World (Super Ninja Boy) (28 décembre 1991, Super Famicom)
- Super Chinese World 2: Uchū ichi butō taikai (29 octobre 1993, Super Famicom) - J
- Super Chinese Fighter (janvier 1995[4], Super Famicom) réédité (1996, Game Boy ; 1999, Game Boy Color) - J
- Super Chinese Land 3 (1995, Game Boy)
- Super Chinese World 3 (22 décembre 1995, Super Famicom)

### Kung-Fu Heroes
Kung-Fu Heroes est un jeu d'action en vue de dessus. Il raconte l'histoire de deux maîtres d'arts martiaux, Jacky et Lee, qui doivent sauver la princesse Min-Min enlevée par des monstres. Ils traversent pour cela 8 châteaux constitués de 4 salles. Pour progresser, ils doivent tuer tous les ennemis de chaque salle, en utilisant leurs différentes techniques et en se servant des objets présents (projectiles, épées, power-ups, etc.).

### Ninja Boy
Ninja Boy est un jeu d'action en vue de dessus, contenant des éléments de RPG (expérience, équipements, collecte d'objets).

### Super Ninja Boy
Super Ninja Boy est le premier jeu de la série sur Super Nintendo, qui mélange des combats en beat them all, des phases de plate-formes et des combats contre les boss en tour par tour. Il suit les aventures de Jack et Ryu, deux ninjas chargés par l'empereur de Chinaland de comprendre l'origine de l'apparition mystérieuses de nombreux bandits et monstres. Ces évènements interviennent peu après la venue de Rub-A-Doc, un homme d'une autre planète ayant signé un traité de paix avec l'empereur de Chinaland.
Il reçoit un accueil mitigé à sa sortie au Japon, obtenant 20/40 dans Famitsu.

### Super Chinese World 2
Super Chinese World 2: Uchū ichi butō taikai (スーパーチャイニーズワールド２ 宇宙一武闘大会) est une suite directe de Super Ninja Boy sortie en 1993 sur Super Famicom, qui reprend le concept de mélanger des éléments de RPG avec des combats en beat them all et des phases de plate-formes. Les combats en tour par tour contre les boss sont supprimés, mais un mode jeu de combat est ajouté.
L'histoire suit les aventures de Jack et Ryu, qui doivent participer à un tournoi intergalactique pour sauver l'empereur de Chinaland et rétablir la paix dans l'univers.

#### Trame
L'empereur de Chinaland part à une conférence pour la paix à l'autre bout de la galaxie, qui est attaquée par les Galands, des pirates de l'espace, qui enlèvent tous les participants. Ils annoncent alors l'organisation d'un grand tournoi d'arts martiaux interstellaire ouverts à tous pour les délivrer. Jack et Ryu abordent le vaisseau pirate et tentent de battre Shubabān, le chef des pirates, en combat singulier, mais celui-ci les vainc facilement. Ils voient alors le vaisseau pirate s'enfuir, mais sont incapables de le suivre car leur ordinateur de bord se met à dysfonctionner. Ils s'écrasent alors sur une planète voisine et cherchent désormais à réparer leur vaisseau. Souhaitant participer au tournoi intergalactique, Jack et Ryu parcourent les planètes et les différentes galaxies pour ramener la paix dans l'univers.

#### Système de jeu
Super Chinese World 2 combine les éléments classiques du jeu de rôle (expérience, exploration, équipements) et des combats en beat them all, qui peuvent se jouer à 2 en même temps. Ils disposent de multiples coups, entre coups de poing, balayettes, shuriken, boules de feu et accèdent à des pouvoirs magiques supplémentaires en grandissant. Pour ce faire, ils doivent remplir une barre d'endurance en courant, qui se vide au fur et à mesure du combat. Chacun des personnages possède des attaques et des sorts différents.
Des phases de plate-forme sont également présentes, où il faut traverser des obstacles pour atteindre la sortie. Les phases de jeu de rôle en tour par tour, présents pour les boss dans l'épisode précédent, ont par contre disparu.

### Super Chinese Fighter
Super Chinese Fighter (スーパーチャイニーズファイター, Sūpā Chainīzu Faitā) est un jeu de combat en 2D dans l'univers de la série Super Chinese. Comportant 14 personnages jouables, il se distingue par la possibilité de choisir 3 pouvoirs spéciaux parmi 5 au début de chaque combat et la possibilité de collecter des objets.

### Super Chinese World 3
Super Chinese World 3 reprend le même principe que l'épisode précédent, mais offre la possibilité de jouer avec de nombreux autres personnages que Jack et Ryu.